# 丹下桜のRADIO・A・La・Mode
『丹下桜のRADIO・A・La・Mode』（たんげさくらのラジオアラモード）は、2009年10月11日から2023年3月25日まで文化放送のインターネット配信サイト超!A&G+で放送されていたラジオ番組。パーソナリティは丹下桜。

## 番組概要

### 配信時間
超!A&G+
本配信（毎週配信）
- 2009年10月11日 - 2018年4月1日
  - 日曜日 21:30 - 22:00
- 2018年4月8日 - 2018年9月30日
  - 日曜日 21:00 - 21:30
- 2018年10月3日 - 2020年3月25日
  - 水曜日 19:00 - 19:30
- 2020年4月4日 - 2021年3月27日[3]
  - 土曜日 12:00 - 12:30

本配信（隔週配信）
- 2021年4月10日 - 2023年3月25日
  - 隔週土曜日 12:00 - 12:30

リピート配信
- 2018年7月3日 - 2018年9月25日
  - 火曜日 16:00 - 16:30
- 2018年10月5日 - 2020年3月27日
  - 金曜日 7:30 - 8:00
- 2020年3月31日 - 2023年3月28日
  - 火曜日 16:00 - 16:30
- 2020年4月3日 - 2023年3月31日
  - 金曜日 7:30 - 8:00
- 2021年4月3日 - 2023年4月1日
  - 隔週土曜日 12:00 - 12:30（前週のリピート）

ニコニコ動画・文化放送A&Gチャンネル（有料配信）
本配信（隔週更新）
- 2021年4月11日 - 2023年3月26日
  - 隔週日曜日 12:00更新

丹下桜のラジアラこぼれ話（隔週更新）
- 2021年4月11日 - 2023年3月26日
  - 隔週日曜日 12:00更新

※本配信・こぼれ話とも過去配信済分のアーカイブも聴取可能（チャンネル未開設時の2021年3月以前分は対象外）
&CAST!!!
リピート配信
- 2019年10月 - 2020年3月
  - 月曜日 11:30 - 12:00（前週本配信分のリピート）
  - 水曜日 15:00 - 15:30（前週本配信分のリピート）
  - 木曜日 8:00 - 8:30（前週本配信分のリピート）

### パーソナリティ
丹下桜

### テーマソング
オープニング
You Are My Destiny
第1回（2009年10月11日）から第52回（2010年10月3日）まで。作詞・作曲・編曲: 伊藤利恵子。2010年2月10日、セルフカバーアルバム『Musees de Sakura』収録。
キセキ 〜キミへの道のり〜
第53回（2010年10月10日）から第89回（2011年6月19日）まで。作詞: 丹下桜、作曲: 前澤ヒデノリ。アルバム『VOCALIUM』収録。
キセキ 〜わたしの道のり〜（Re-arrange ver.）
第90回（2011年6月26日）から第129回（2012年3月25日）まで。作詞: 丹下桜、作曲: 前澤ヒデノリ、編曲: 朝井泰生。アルバム『Music A La Mode』収録。
liberty
第130回（2012年4月1日）から。作詞: 丹下桜、作曲: 前澤ヒデノリ、編曲: 末延孝雄。アルバム『liberty』収録。
シェヘラザード
第183回（2013年4月7日）から。作詞: 丹下桜、作曲: 前澤ヒデノリ、編曲: 真下正樹。アルバム『おやすみなさい。いい夢を。。』収録。
shooting star
第235回（2014年4月6日）から。作詞: 丹下桜、作曲: 前澤ヒデノリ、編曲: 池澤孝之。アルバム『shooting star』収録。
Let me cheer
第287回（2015年4月5日）から。作詞: 丹下桜、作曲: 前澤ヒデノリ、編曲: 鴇沢直。アルバム『shooting star』収録。
君だけが使える魔法
第374回（2016年12月4日）から。作詞: 丹下桜、作曲・編曲: Johnny.k 。25周年記念ベストアルバム『君だけが使える魔法』収録。
All For Dream
第444回（2018年4月8日）から。作詞: 丹下桜、作曲: 前澤ヒデノリ。25周年記念ベストアルバム『君だけが使える魔法』収録。
エンディング
Stand by Me
第1回（2009年10月11日）から第30回（2010年5月2日）まで。作詞: 丹下桜、作曲: 坂下正俊、編曲: 成田旬。『Musees de Sakura』収録。
more than loving you
第31回（2010年5月9日）から第89回（2011年6月19日）まで。作詞: 丹下桜、作曲: 前澤ヒデノリ、編曲: 鴇沢直。アルバム『VOCALIUM』収録。
きみのためにできること
第90回（2011年6月26日）から第119回（2012年1月15日）まで。作詞: 丹下桜、作曲・編曲: 前澤ヒデノリ。アルバム『Music A La Mode』収録。
好き、たぶん、好き
第120回（2012年1月22日）から。作詞: 丹下桜、作曲: 前澤ヒデノリ、編曲: 鴇沢直。アルバム『liberty』収録。
one more dream
第183回（2013年4月7日）から。作詞: 丹下桜、作曲: 前澤ヒデノリ、編曲: 真下正樹。アルバム『おやすみなさい。いい夢を。。』収録。
my little love
第235回（2014年4月6日）から。作詞: 丹下桜、作曲: 前澤ヒデノリ、編曲: 池澤孝之。アルバム『shooting star』収録。
airway blue
第287回（2015年4月5日）から。作詞: 丹下桜、作曲: bassy、編曲: bassy。アルバム『shooting star』収録。
リリコイ
第374回（2016年12月4日）から。作詞: 丹下桜、作曲: 前澤ヒデノリ、 編曲: Johnny.k。 25周年記念ベストアルバム『君だけが使える魔法』収録。

## コーナー
あなたとワンシーン
毎週発表される効果音にあったドラマをリスナーから募集し、そのセリフを丹下が演じる。
究極の選択ジングル
リスナーの出すお題に対してどちらか一方を選択し回答する。前半後半の区切りパート専用コーナー。
さくラボ
後述の「さくらチャレンジ」の強化版。リスナーから寄せられた疑問をさくら所長（たまにスタッフも参加）が体を張って解決する。
さくランキング
「さくラボ」ではお題に対して丹下（さくら所長）が対応する形だが、これをリスナーが自身でお題を設定し、自らが調査する形でベスト3を公開するもの。
萌える専門用語〜もえせん〜
リスナーから寄せられた専門用語を含んだセリフを丹下が演じる。
番宣20秒
リスナーから寄せられた20秒番組宣伝CM案を紹介、採用された原稿は、実際に超!A&G+内で放送される。
天使と悪魔と桜ちゃん
あるシチュエーションを考えて、こんなとき、天使（良い子）ならこうする。悪魔（悪い子）ならこうする。桜ちゃん（オチ）ならこうする。という3パターンを発表する。元々は前述の「究極の選択ジングル」の派生コーナー。
桜お姉さんの人生相談室
人生相談。「妻ドラマ」終了と入れ替わりに、第113回（2011年12月4日）に告知、第114回（2011年12月11日）開始。
妻ドラマ
新妻の日常を描くミニラジオドラマ（出演者は丹下のみ）。サントリー「金麦」のテレビCMをモチーフにしている。
さくらことわざ
リスナーから番組にまつわることわざを募集する。
さくらチャレンジ
後述の「一人ぼっちのかくし芸大会」の好評を受けて、リスナーから挑戦するお題を募集。お題に丹下が挑むもの。
くぅ日記
丹下の愛犬「くぅ」が日々の日常でどんなことを考えているかを日記調に書いてきてもらう。
とろーりんぐとカーリング
勘違いしがちな単語をリスナーから募集する。コーナータイトルは、第8回（2009年11月29日）の「単語でヒーリング」内で丹下がトローリングとカーリングの意味を混同したことから。
さくらの単語でヒーリング
癒やしとは無縁な単語をリスナーから募集。寄せられた単語を丹下が紹介し、癒やされるかどうかを番組のアシスタントディレクター「ジュンくん」が判定する。
ラブプラスドラマ
丹下が出演するゲーム『ラブプラス』のラジオドラマ。

### 単発企画
新春 桜ひとりぼっちのかくし芸大会スタッフの聞き込みによって分かった、丹下が出来るらしいかくし芸に丹下自身が挑戦する。失敗した場合は、構成作家に電流が流れる。
丹下桜イントロドン
ラジアラ300回記念生放送スペシャル内で行われたゲーム。丹下とリスナーのタイマン勝負イントロクイズ。
ラジアラ400回記念生放送
ニコニコ生放送との連動企画で、正式題名は「丹下桜のRADIO・A・La・Mode放送400回突破記念生放送」。2017年6月18日の第402回放送内で発表された企画。第404回（2017年7月2日）に放送された。本番組が放送回数400回を迎えたことから実施されたもの。前半30分は通常のWebラジオの体裁を取り「超!A&G+」内で放送された。後半はニコニコ生放送のみでおまけ放送 された。

#### ラジアラ10周年記念生放送
ラジアラ10周年記念として、ニコニコ生放送との連動企画で、第532回（2019年12月11日）に放送された。前半30分は通常のWebラジオの体裁を取り「超!A&G+」内で放送された。後半はニコニコ生放送のみでおまけ放送された。

### 季節もの
毎年12月になると「桜サンタ」が登場し、「ひとりぼっちのクリスマス」を送るリスナーの為に、特別なアイテムのプレゼント企画を実施する。

## ゲスト
- 第3回（2009年10月25日） くぅ（丹下の愛犬）
- 第37回（2010年6月20日） 内田明理（『ラブプラス』プロデューサー）、ミノ☆タロー（『ラブプラス』キャラクターデザイン）、メッセージゲスト 早見沙織（『ラブプラス』高嶺愛花役）
- 第38回（2010年6月27日） 内田明理、ミノ☆タロー
- 第404回（2017年7月2日） おまけ放送 すず（丹下の愛犬二代目。先代くぅの後継者）[8]
- 第442回（2018年3月25日）くまいもとこ（『カードキャプターさくら』李小狼役）
- 第447回（2018年4月29日）鈴木みのり（『カードキャプターさくら』詩之本秋穂役）
- 第500回（2019年5月1日）くまいもとこ（放送500回記念公開録音ゲスト）
- 第501回（2019年5月8日）くまいもとこ（放送500回記念公開録音ゲスト）

## 公開イベント
丹下桜のRadio・A・La・Mode 1st Anniversary CD発売記念公開録音
2010年10月31日 - 文化放送メディアプラスホール
丹下桜のRadio・A・La・Mode放送200回記念公開録音
2013年8月4日 - 文化放送メディアプラスホール
丹下桜のRadio・A・La・Mode ～夏祭2014～ 発売記念公開録音
2014年11月15日 - 文化放送メディアプラスホール
丹下桜のRadio・A・La・Mode放送500回記念公開録音
2019年4月21日 - 科学技術館サイエンスホール

## 関連商品
CD
- 丹下桜のRadio・A・La・Mode 1st Anniversary CD
- 丹下桜のRadio・A・La・Mode ～夏祭2014～

ステーショナリー
- 丹下桜のRadio・A・La・Mode 『クリアファイルセット』
- 丹下桜のRadio・A・La・Mode スクールカレンダー 2015-2016

オリジナルTシャツ
- 丹下桜のRadio・A・La・Mode オリジナルTシャツ　『グレー（アッシュ）』と『ネイビー（メトロブルー）』
- 丹下桜のRadio・A・La・Mode オリジナルTシャツ第二弾　『ホワイト』と『ネイビー』の2色

500回記念限定グッズ
- ボイスストラップ2種類
- Ｔシャツ2色（一部はさくらさんの直筆サイン入り）
- ブルートゥーススピーカー（一部はさくらさんの直筆サイン入り）